# سي يان
سي يان (بالصينية: 司艳) مواليد 9 ديسمبر 1989، هي لاعبة كرة يد صينية تلعب كحارس مرمى. مثلت منتخب الصين لكرة اليد للسيدات.

## سجل المنافسة
شاركت في البطولات التالية:
- بطولة العالم لكرة اليد للسيدات 2013